# Mordellistena iridescens
Mordellistena iridescens es una especie de coleóptero de la familia Mordellidae.

## Distribución geográfica
Habita en Usambara (Tanzania).